# Кербі (Арканзас)
Кербі (англ. Kirby) — переписна місцевість (CDP) у США, в окрузі Пайк штату Арканзас. Населення — 721 особа (2020).

## Географія
Кербі розташоване за координатами 34°15′15″ пн. ш. 93°39′18″ зх. д. / 34.25417° пн. ш. 93.65500° зх. д. (34.254291, -93.654873).  За даними Бюро перепису населення США в 2010 році переписна місцевість мала площу 37,44 км², з яких 37,08 км² — суходіл та 0,36 км² — водойми.

## Демографія
Згідно з переписом 2010 року, у переписній місцевості мешкало 786 осіб у 308 домогосподарствах у складі 225 родин. Густота населення становила 21 особа/км².  Було 362 помешкання (10/км²). 
Расовий склад населення:
| - 96,9 % — білих - 0,1 % — корінних американців - 0,1 % — чорних або афроамериканців |

До двох чи більше рас належало 2,4 %. Іспаномовні складали 0,8 % від усіх жителів.
За віковим діапазоном населення розподілялося таким чином: 25,3 % — особи молодші 18 років, 57,4 % — особи у віці 18—64 років, 17,3 % — особи у віці 65 років та старші. Медіана віку мешканця становила 41,0 року. На 100 осіб жіночої статі у переписній місцевості припадало 100,5 чоловіків;  на 100 жінок у віці від 18 років та старших — 99,0 чоловіків також старших 18 років.
Середній дохід на одне домашнє господарство  становив 42 430 доларів США (медіана — 33 011), а середній дохід на одну сім'ю — 45 016 доларів (медіана — 33 125). За межею бідності перебувало 21,0 % осіб, у тому числі 30,6 % дітей у віці до 18 років та 6,0 % осіб у віці 65 років та старших.
Цивільне працевлаштоване населення становило 374 особи. Основні галузі зайнятості: освіта, охорона здоров'я та соціальна допомога — 43,3 %, мистецтво, розваги та відпочинок — 12,8 %, будівництво — 12,6 %.